# 世界の宇宙開発一覧

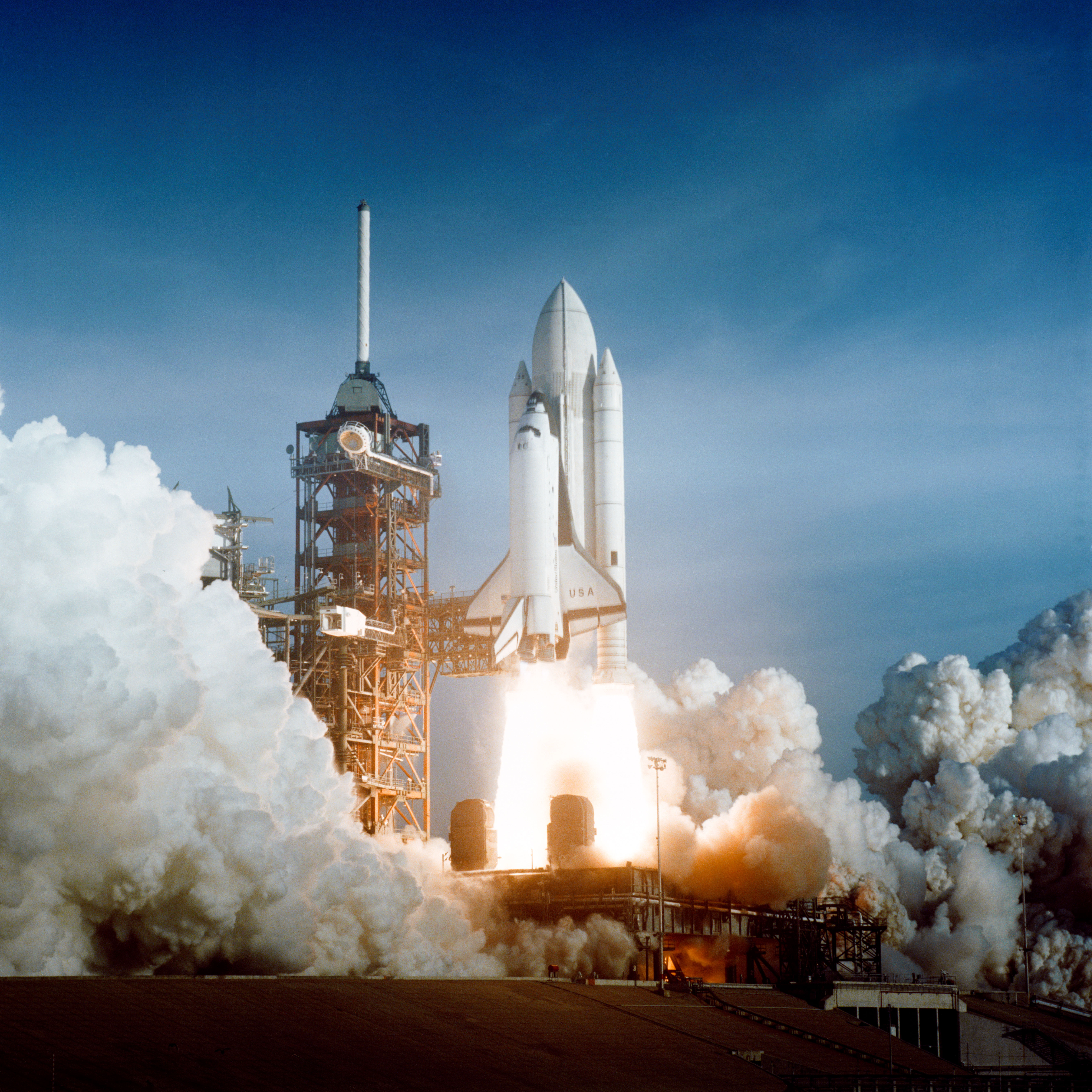
1981年のコロンビア号の打ち上げ

世界の宇宙開発一覧（せかいのうちゅうかいはついちらん）では、世界の計画中、進行中、中止、終了した宇宙開発、宇宙計画を国ごとに一覧にした。

## 各国の宇宙開発

### 日本
日本には日本版スペースシャトル計画（スペースプレーン/現在も開発が進行中）が存在し、商用の衛星・ロケットなど実用衛星への参入にも積極的であったが、1990年、衛星の国際調達を求める日米通商協議での日米合意によって頓挫させられた過去がある。それでも2007年、情報収集衛星（偵察衛星）が4基態勢になるなど宇宙開発は着々と進み、2008年5月には宇宙基本法が可決され、同年8月から施行された。
宇宙基本法（仮称）骨子
- 首相を本部長とする宇宙戦略本部の設置
- 宇宙開発担当大臣の新設
- 宇宙基本計画の制定
- 安全保障に役立つ宇宙開発の促進
- 宇宙航空研究開発機構の事業内容の見直し など

- H-IIロケット（進行中）
- PLANET計画
- スペースプレーン（計画中）

### アメリカ合衆国
- エクスプローラー計画
- ヴァンガード計画
- マーキュリー計画
- レインジャー計画
- サーベイヤー計画
- ジェミニ計画
- ルナ・オービター計画
- アポロ計画
- スカイラブ計画
- スペースシャトル計画
- 新宇宙計画 (Vision for Space Exploration)
- コンステレーション計画（計画中止）
- マリナー計画
- パイオニア計画
- パイオニア・ヴィーナス計画
- ボイジャー計画
- バイキング計画
- ディスカバリー計画
- ニュー・フロンティア計画

### ロシア連邦 & 旧ソビエト連邦
- ソビエト連邦の宇宙開発
- スプートニク計画
- ボストーク
- ボスホート
- ソユーズ
- ソ連の有人月旅行計画
  - ソユーズL1計画
  - ソユーズL3計画
  - N-1ロケット
- ソ連の有人惑星間飛行計画
  - TMK・MaVR宇宙船
- コスモス衛星
- サリュート
- ミール
- ブラン（計画中止）
- クリーペル（計画一時中止）

### ヨーロッパ
- アリアン
- エルメス（計画中止）

### 中華人民共和国
- 神舟計画
- 嫦娥計画

### インド
- アーリアバータ
- アップル
- ASLVロケット
- 通信衛星・気象衛星インサット
- 通信衛星インサット3B
- 海洋観測衛星オーシャンサット1
- チャンドラヤーン計画

### 国際協力
- 国際宇宙ステーション (ISS)

## 国別衛星・宇宙船打上げ個数
世界の衛星・宇宙船等打上げ累計個数は、2020年5月時点で9568個。そのなかでは低軌道（LEO）衛星・宇宙船の数は5232個、中軌道（MEO）衛星・宇宙船の数は383個、対地同期軌道（GEO）衛星・宇宙船の数は880個、他の衛星・宇宙船の数は647個。
- 国・地域・国際機関・多国籍企業別累計衛星打上げ個数（2020年5月）

| 順位 | 打上げ国              | 個数 |
| ---- | --------------------- | ---- |
| 1    | ソビエト連邦 / ロシア | 3772 |
| 2    | アメリカ合衆国        | 2759 |
| 3    | 中華人民共和国        | 535  |
| 4    | 日本                  | 266  |
| 〇   | グローバルスター      | 84   |
| 〇   | インテルサット        | 81   |
| 〇   | ESRO / ESA            | 71   |
| 5    | フランス              | 109  |
| 6    | ドイツ                | 99   |
| 〇   | SES                   | 55   |
| 〇   | ユーテルサット        | 49   |
| 7    | イギリス              | 44   |
| 8    | カナダ                | 42   |
| 9    | イタリア              | 33   |
| 10   | スペイン              | 20   |

## 宇宙開発を題材にした創作作品

### 小説
- 月世界旅行（ジュール・ヴェルヌ）
- 月は地獄だ!（ジョン・W・キャンベル）
- 楽園の泉（アーサー・C・クラーク）
- 星ぼしに架ける橋（チャールズ・シェフィールド）
- 月を売った男（ロバート・A・ハインライン）
- さよならジュピター（小松左京）
- 星のパイロット（笹本祐一）
  - 星のパイロット - マンガ図書館Z（外部リンク）
- 遙かなる星（佐藤大輔）
- 軌道傭兵（谷甲州）
- ロケットガール（野尻抱介）
- ふわふわの泉（野尻抱介）

### 映像作品
映画
- ライトスタッフ
- アポロ13

ドラマ（日本国外）
- 宇宙へ 〜冷戦と二人の天才〜（原題:SPACE RACE）
- SPACE 〜宇宙への旅立ち〜

ドラマ（日本）
- まんてん
- 女の一代記『向井千秋 〜夢を宇宙に追いかけた人〜』
- 2100年火星 もうひとつの地球
- ロケット・ボーイ

アニメーション
- 王立宇宙軍 オネアミスの翼（ガイナックス）

### コミックス
- パスポート・ブルー（石渡治）
- MOONLIGHT MILE（太田垣康男）
- 宇宙課々付エヴァ・レディ（御米椎）
- ふたつのスピカ（柳沼行）
- 度胸星（山田芳裕）
- プラネテス（幸村誠）
- 宇宙兄弟（小山宙哉）